# 音樂情緒辨識
音樂情緒辨識（Music Emotion Recognition）是藉由分析音樂資訊，自動辨識音樂所要表達的情緒。音樂情緒辨識本身是個跨領域的研究，同時需要心理學、音樂學及資訊科學的知識。

## 常見的情緒辨識方法

### 基於音樂內容的音樂辨識系統
此類系統利用訊號處理以及機器學習演算法訓練模型，對音樂抽取特徵並加以分析，藉此找出音樂特徵與受測者對音樂情緒標示的關聯。
以下列出最常使用的機器學習方法：
- Support vector machine(SVM)

藉由尋找最佳分界平面將資料分開，如此一來便可以利用最佳分界平面將新的測試資料歸類。
- Support Vector Regression(SVR)

SVR與SVM的概念類似。不同之處在於SVM所找的平面將空間一分為二，但SVR要找的是能準確預測資料分布的平面。 
機器學習後，通常使用交叉驗證來對準確度加以驗證。交叉驗證主要是將資料庫隨機分成數個不重疊的部分，每次提取一個部分做測試資料，剩餘的作為訓練資料。其作法是基於：
- 訓練資料與測試資料需有相同的性質
- 訓練資料與測試資料不重複

而機器學習最常使用的流程如下：
1. 產生訓練模型:將訓練資料進行特徵抽取，同時將所有訓練資料交由受測者標定情緒，藉由以上兩者產生訓練模型。
2. 測試資料:將測試資料進行特徵抽取，交給訓練模型進行情緒辨識，產生音樂情緒。

#### 分類法
使用各種形容詞當作情緒標籤者稱之。例如:有趣的(fun)、強烈的(intense)、甜蜜的(sweet)等。此法常用SVM作為機器學習的演算法，訓練出一個或多個模型。

#### 座標法
藉由定義出二維或三維的情緒座標，將情緒展開成為平面或空間。
最常被使用的情緒平面是泰爾二維情緒平面，縱軸與橫軸皆介於-1到1之間，其中縱軸為激昂度，越上方表情緒越激昂；橫軸為正向度，越右方表情緒越正向。如此一來，每一首歌都可以被標示在情緒平面中。不同於分類法，座標法中的情緒是連續，此處選擇的機器學習方法為SVR。

### 基於文字的音樂情緒辨識系統
除了使用分析音樂訊號的方法，還可以利用文字資訊以及資料探勘的技術對音樂情緒加以分析。